# Desmodium arechavaletae
Desmodium arechavaletae är en ärtväxtart som beskrevs av Arturo Erhardo Erardo Burkart. Desmodium arechavaletae ingår i släktet Desmodium och familjen ärtväxter. Inga underarter finns listade i Catalogue of Life.